# Лора Геддок
Лора Джейн Геддок (нар. 21 серпня 1985) — англійська акторка. Вона відома виконанням ролей у серіалах, зокрема Зої Вокер у «Білих лініях», Кейсі Картер у «Чесних», Лукреції у «Демонах да Вінчі», Мередіт Квілл у «Вартових Галактики» та продовженні «Вартові Галактики 2» та фільмах як-от Елісон у «Проміжах» і Вівіан Вемблі у «Трансформерах: Останній лицар».

## Раннє життя
Геддок народилася в Енфілді, Лондон, у родині рефлексолога (мати) та батька-фінансиста. Вона виросла в Гарпендені, Гартфордшир, де відвідувала школу Святого Георгія. У 17 років вона кинула школу та переїхала до Лондона, щоб вивчати театральне мистецтво. Навчалася в школі мистецтв у Чизіку.

## Кар'єра
Геддок дебютувала в пілотному телесеріалі «Плюс один», який був частиною «Комедійної вітрини» у 2008 році. На телебаченні вона з'явилась у «Палаці», «Моїй сім'ї», «Кольорі магії Террі Претчетта», «Кишені, повній жита» та «Чесній», в якому у неї була головна роль Кейсі Картер. Вона також з'явилася в пілотному епізоді «Життя дике», американської версії «Дикі в серці». Крім того, у неї була роль в рекламі Dot Tel. Геддок зіграла головну роль Наташі в комедійній драмі ITV1 «Понеділок, понеділок» і з'явилася як Саманта у другій та третій серіях «Як не жити своїм життям», замінивши попередню виконавицю головної жіночої ролі Шинейд Мойніген.
У 2011 році вона з'явилась у двох епізодах другого сезону драматичного серіалу «Удар у відповідь» виробництва Cinemax/Sky TV, виконавши роль викраденої доньки нелегального торговця зброєю. Геддок отримала роль Лукреції Донаті, коханки Лоренцо Медічі та коханої Леонардо да Вінчі в серіалі «Демони да Вінчі» 2013 року.
Серед театральних робіт Геддок: «Відомий останній», який був частиною проєкту «Театр наживо» Sky Arts і «Рутерфорд і син» в театрі Northern Stage. У 2014 році вона зіграла Мередіт Квілл у фільмі «Вартові галактики». Вона повторила цю роль у продовженні 2017 року «Вартові галактики 2». Вона з'явилася у серіалі ITV «Рівень» і зіграла Вівіан Вемблі у фільмі Майкла Бея «Трансформери: Останній лицар», який вийшов на екрани 21 червня 2017 року.
У 2021 році Геддок знялася в різдвяній маркетинговій кампанії британського продавця меблів й аксесуарів для дому OKA.

## Особисте життя
У липні 2013 року Геддок вийшла заміж за англійського актора Сема Клафліна після двох років стосунків. У пари є син 2015 року народження та донька 2018 року народження. 20 серпня 2019 року Геддок і Клафлін оголосили про офіційне розлучення.

## Фільмографія
| Рік       |    | Українська назва             | Оригінальна назва                  | Роль                        |
| --------- | -- | ---------------------------- | ---------------------------------- | --------------------------- |
| 2007      | с  | Моя сім'я                    | My Family                          | Мелані                      |
| 2007      | с  | Комедійна вітрина            | Comedy Showcase                    | Нікі                        |
| 2007      | тф | Колір магії Террі Претчетта  | The Colour of Magic                | Бетан                       |
| 2008      | тф | Кишеня, повна жита           | Marple: A Pocket Full of Rye       | Міс Гросвенор               |
| 2008      | с  | Чесний                       | Honest                             | Кейсі Картер                |
| 2008      | с  | Палац                        | The Palace                         | Леді Арабелла Вортслі Волсі |
| 2009      | с  | Понеділок, понеділок         | Monday Monday                      | Наташа                      |
| 2009—2011 | с  | Як не прожити своє життя     | How Not to Live Your Life          | Саманта                     |
| 2011      | с  | Удар у відповідь             | Strike Back: Project Dawn          | Доктор Клер Сомерсбі        |
| 2011      | ф  | Лють Єті                     | Rage of the Yeti                   | Ешлі                        |
| 2011      | ф  | Перший месник                | Captain America: The First Avenger | Шукакач автографа           |
| 2011      | ф  | Переростки                   | The Inbetweeners Movie             | Елісон                      |
| 2012      | ф  | Склад 24                     | Storage 24                         | Ніккі                       |
| 2012      | кф | Домашній коктейль            | House Cocktail                     | Красуня                     |
| 2012      | с  | Нагорі Внизу                 | Upstairs Downstairs                | Беріл Баллард               |
| 2012      | с  | Зникла                       | Missing                            | Сьюзен Грантхем             |
| 2013      | с  | Танці на межі                | Dancing on the Edge                | Жозефіна                    |
| 2013—2015 | с  | Демони Да Вінчі              | Da Vinci's Demons                  | Лукреція Донаті             |
| 2014      | ф  | Вартові галактики            | Мередіт Квілл                      | Мередіт Квілл               |
| 2014      | ф  | Чудовий Різдвяний час        | A Wonderful Christmas Time         | Шері                        |
| 2014      | с  | Вулиця Різника               | Ripper Street                      | Леді Віра                   |
| 2015      | с  | Лютер                        | Luther                             | Меган Кантор                |
| 2015      | ф  | Супербоб                     | Superbob                           | Джун                        |
| 2016      | с  | Мушкетери                    | The Musketeers                     | Поліна                      |
| 2016      | с  | Рівень                       | The Level                          | Гейлі Сврчек                |
| 2017      | ф  | Вартові галактики 2          | Guardians of the Galaxy Vol. 2     | Мередіт Квілл               |
| 2017      | ф  | Трансформери: Останній лицар | Transformers: The Last Knight      | Вівіан Вемблі               |
| 2019      | с  | Захоплення                   | The Capture                        | Ганна Робертс               |
| 2020      | с  | Білі лінії                   | White Lines                        | Зої Вокер                   |
| 2022      | ф  | Абатство Даунтон 2           | Downton Abbey: A New Era           | Мірна Далгліш               |

Театр
| рік  | Назва                | Роль  | Примітки                     |
| ---- | -------------------- | ----- | ---------------------------- |
| 2009 | Відомий останній     | Тріна | Театр «Orange Tree»          |
| 2009 | Резерфорд і син      | Мері  | «Northern Stage»             |
| 2010 | Дочка старого Джиммі | Біллі | The Great Theatre of Holland |

## Визнання
| Рік  | Нагорода                                | Категорія                                               | Фільм                          | Результат |
| ---- | --------------------------------------- | ------------------------------------------------------- | ------------------------------ | --------- |
| 2012 | Імперія                                 | Найкраща нова акторка                                   | «Переростки»                   | Номінація |
| 2014 | Товариство кінокритиків Детройта        | Найкращий акторський склад                              | «Вартові галактики»            | Перемога  |
| 2014 | Товариство кінокритиків Невади          | Найкращий акторський склад                              | «Вартові галактики»            | Перемога  |
| 2014 | Товариство кінокритиків Фенікса         | Найкращий акторський склад                              | «Вартові галактики»            | Номінація |
| 2015 | Центральна асоціація кінокритиків Огайо | Найкращий акторський склад                              | «Вартові галактики»            | Номінація |
| 2016 | Вибір телевізійних критиків             | Найкраща акторка другого плану у фільмі чи міні-серіалі | «Лютер»                        | Номінація |
| 2017 | Золота малина                           | Найгірша акторка другого плану                          | «Трансформери: Останній лицар» | Номінація |